# Agrostis boormanii
Agrostis boormanii är en gräsart som beskrevs av Joyce Winifred Vickery. Agrostis boormanii ingår i släktet ven, och familjen gräs.
Artens utbredningsområde är New South Wales. Inga underarter finns listade i Catalogue of Life.